# 삼성대로
삼성대로(Samsung-daero)는 충청남도 천안시 서북구 성성동 성성고가교와 충청남도 천안시 동남구 신부동 천안 나들목을 잇는 길이 약 5.2 km의 도로이다.

## 주요 경유지
충청남도
- 천안시 서북구 (성성동, 두정동, 부대동) / 동남구 (신부동, 신안동)

## 노선
| 이름         | 접속 노선                                              | 소재지   | 소재지 | 소재지 | 소재지 | 비고              |
| ------------ | ------------------------------------------------------ | -------- | ------ | ------ | ------ | ----------------- |
| 성성고가교   | 번영로                                                 | 충청남도 | 천안시 | 서북구 | 성성동 | 기점              |
| (이름 없음)  | 한들2로                                                | 충청남도 | 천안시 | 서북구 | 성성동 |                   |
| (이름 없음)  | 노태산로                                               | 충청남도 | 천안시 | 서북구 | 두정동 |                   |
| (이름 없음)  | 서부대로                                               | 충청남도 | 천안시 | 서북구 | 두정동 |                   |
| 북부지하차도 | 쌍용대로 업성수변로                                    | 충청남도 | 천안시 | 서북구 | 두정동 |                   |
| (이름 없음)  | 성성두정로                                             | 충청남도 | 천안시 | 서북구 | 두정동 |                   |
| (이름없음)   | 봉정로                                                 | 충청남도 | 천안시 | 서북구 | 부대동 |                   |
| 북부고가교   | 국도 제1호선 (천안대로)                                | 충청남도 | 천안시 | 서북구 | 부대동 | 국도 제1호선 구간 |
| 천안터널     |                                                        | 충청남도 | 천안시 | 동남구 | 신부동 | 국도 제1호선 구간 |
| 천안대교     |                                                        | 충청남도 | 천안시 | 동남구 | 신부동 | 국도 제1호선 구간 |
| (이름 없음)  | 국가지원지방도 제23호선 (망향로) 국도 제1호선 (만남로) | 충청남도 | 천안시 | 동남구 | 신부동 | 국도 제1호선 구간 |
| 천안 나들목  | 아시안 하이웨이 1호선 (경부고속도로)                   | 충청남도 | 천안시 | 동남구 | 신안동 | 종점              |